# Klangarkade

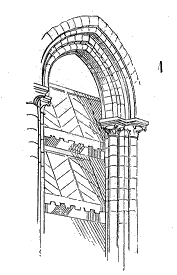
Schematische Zeichnung einer Klangarkade

Klangarkaden, auch Schallfenster oder Schallluken oder Schallloch genannt, sind rund- oder spitzbogige Arkadenöffnungen in den Wänden historischer Glockentürme in Höhe der Glockengeschosse, in der die Glocken an Glockenstühlen frei schwingend aufgehängt sind. Die Klanglamellen haben die Aufgabe, den von den Glocken erzeugten Klang nach unten zu lenken.

## Beschreibung
Meistens sind die Öffnungen von Klangarkaden an den sogenannten Klanglamellen zu erkennen, die vor allem die Aufgabe haben, die Glockenstube vor Schlagregen zu schützen, aber gleichzeitig die Klangöffnungen nur unwesentlich einzuengen. Es handelt sich dabei um flache Lamellen aus Holz, die früher oft verschiefert waren, heute jedoch meist mit korrosionsbeständigem Blech allseitig ummantelt oder sogar gänzlich aus Metall gefertigt sind. Sie werden zwischen den seitlichen Laibungen der Arkaden waagerecht verlaufend mit gleichen Abständen untereinander eingespannt und sind nach außen abgeschrägt. Nicht selten bleiben Öffnungen auch ohne Klanglamellen.
Häufig finden sich auch paarweise Anlagen von Klangarkaden (Zwillingsarkaden) an zumeist allen Seiten eines Kirchturms. 
Mittelalterliche Klangarkaden weisen meistens profilierte Gewände aus Werkstein auf und werden in der romanischen Architektur häufig von Säulen mit Kapitellen und Basen flankiert bzw. geteilt sowie von Archivolten überdeckt. In der Gotik entwickelt sich der spitz zulaufende Bogenbereich zu einem kunstvoll geformten durchbrochenen Maßwerkornament, wie es sonst auch bei Fenstern üblich war.

## Bildbeispiele

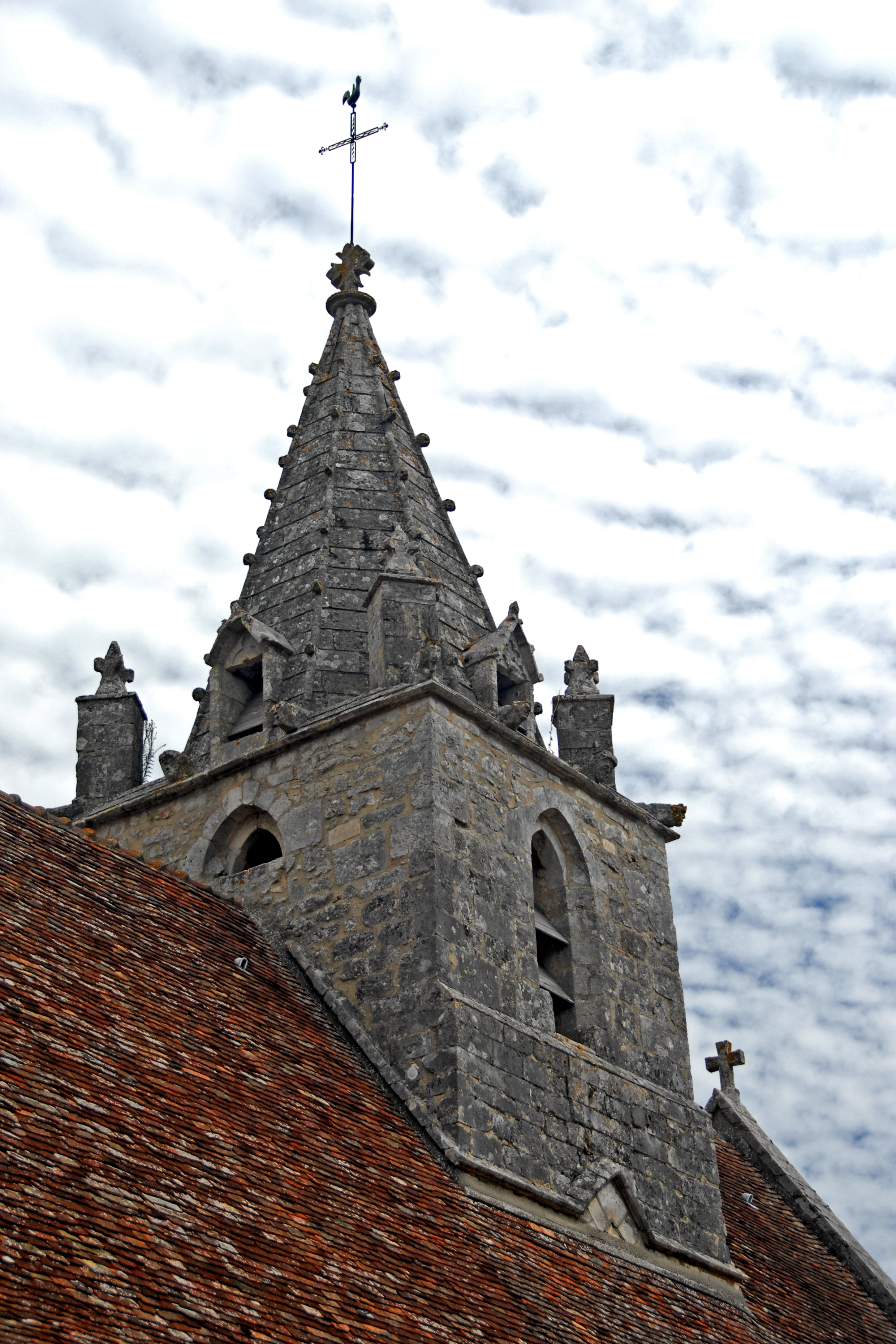
Kirche Notre-Dame in Antigny, Glockenturm von Südwest
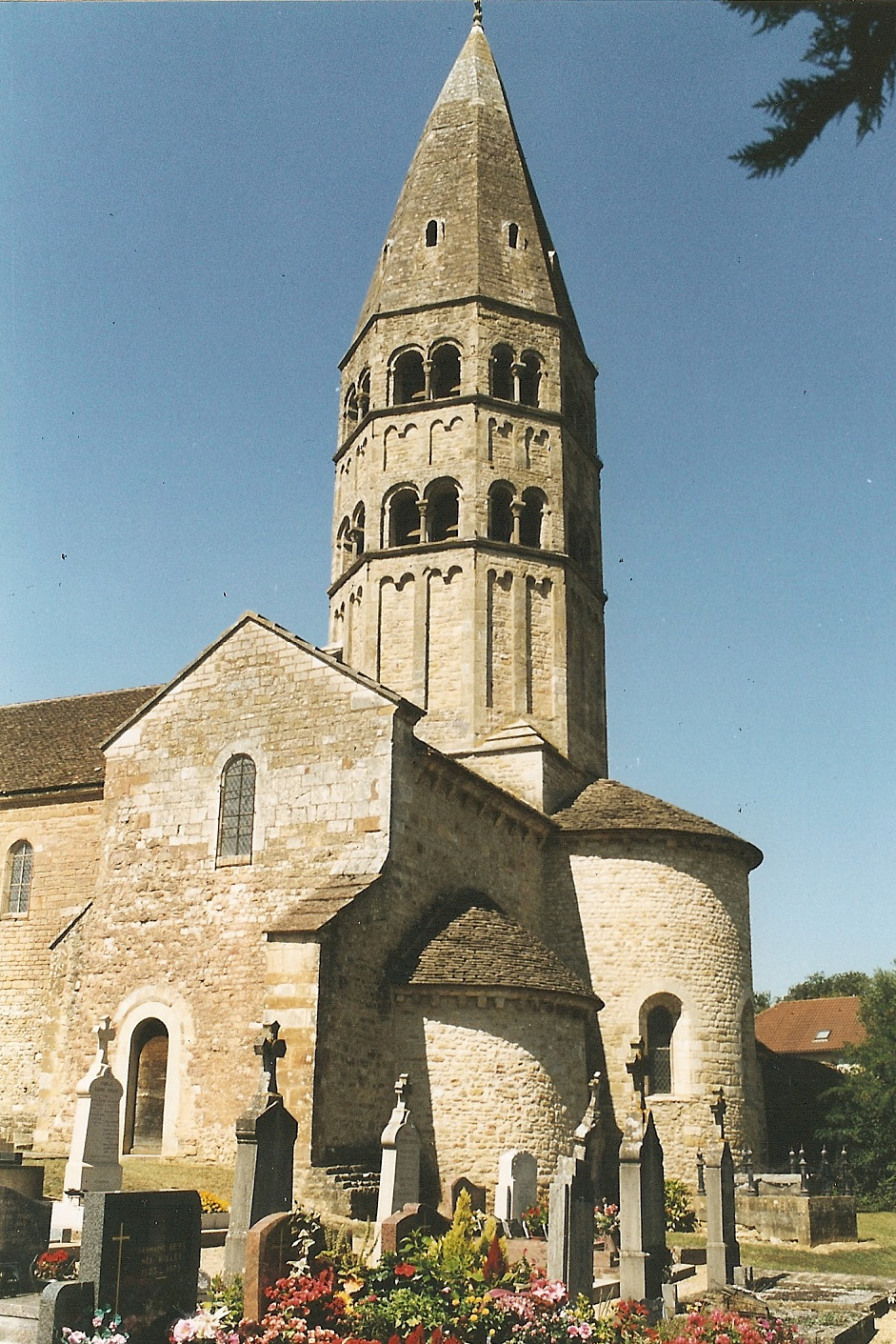
Kirche St-André in Saint-André-de-Bâgé, Chorhaupt, Querhaus, Vierungsturm von Südost
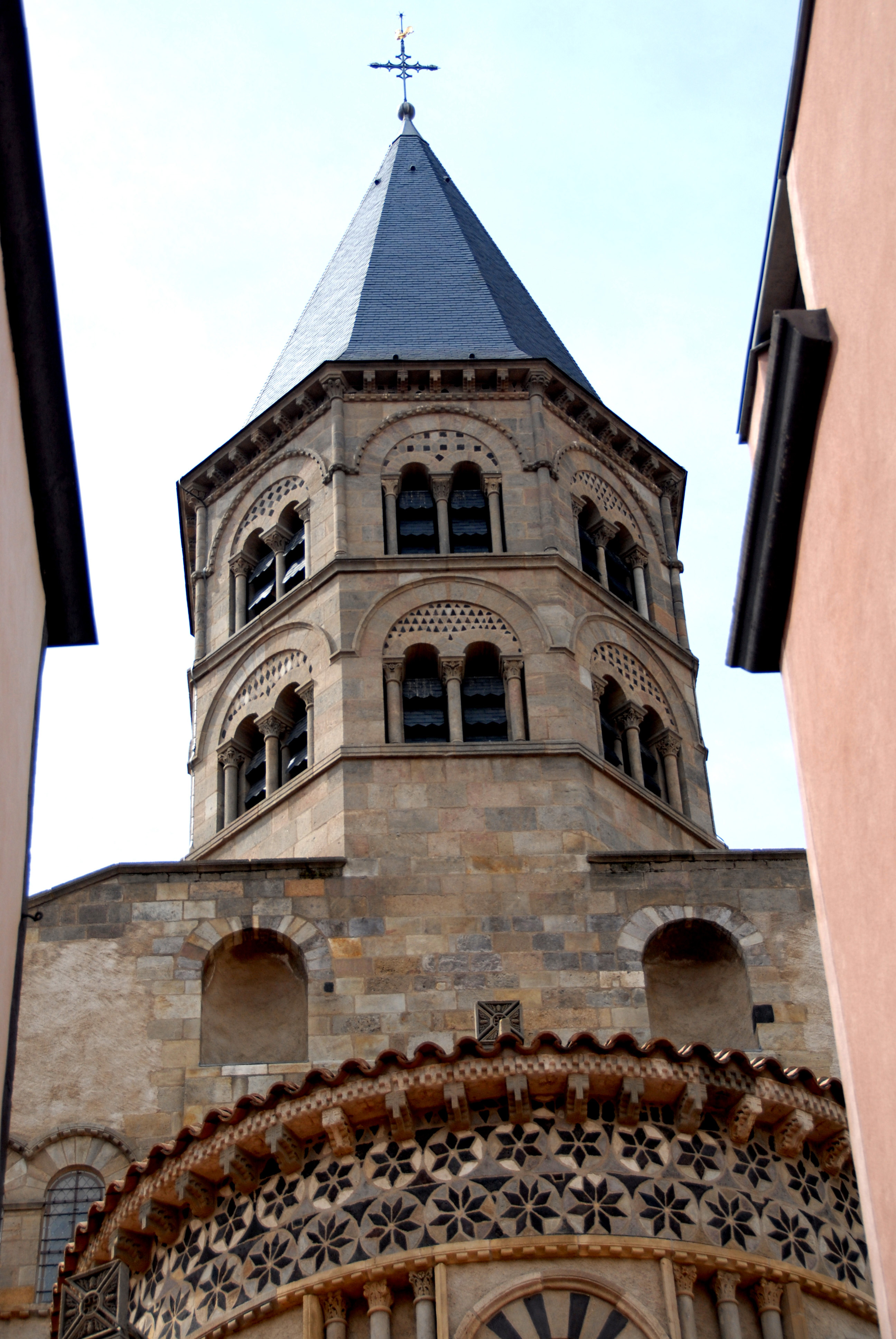
Notre-Dame-du-Port de Clermont-Ferrand, Vierungsturm von Osten
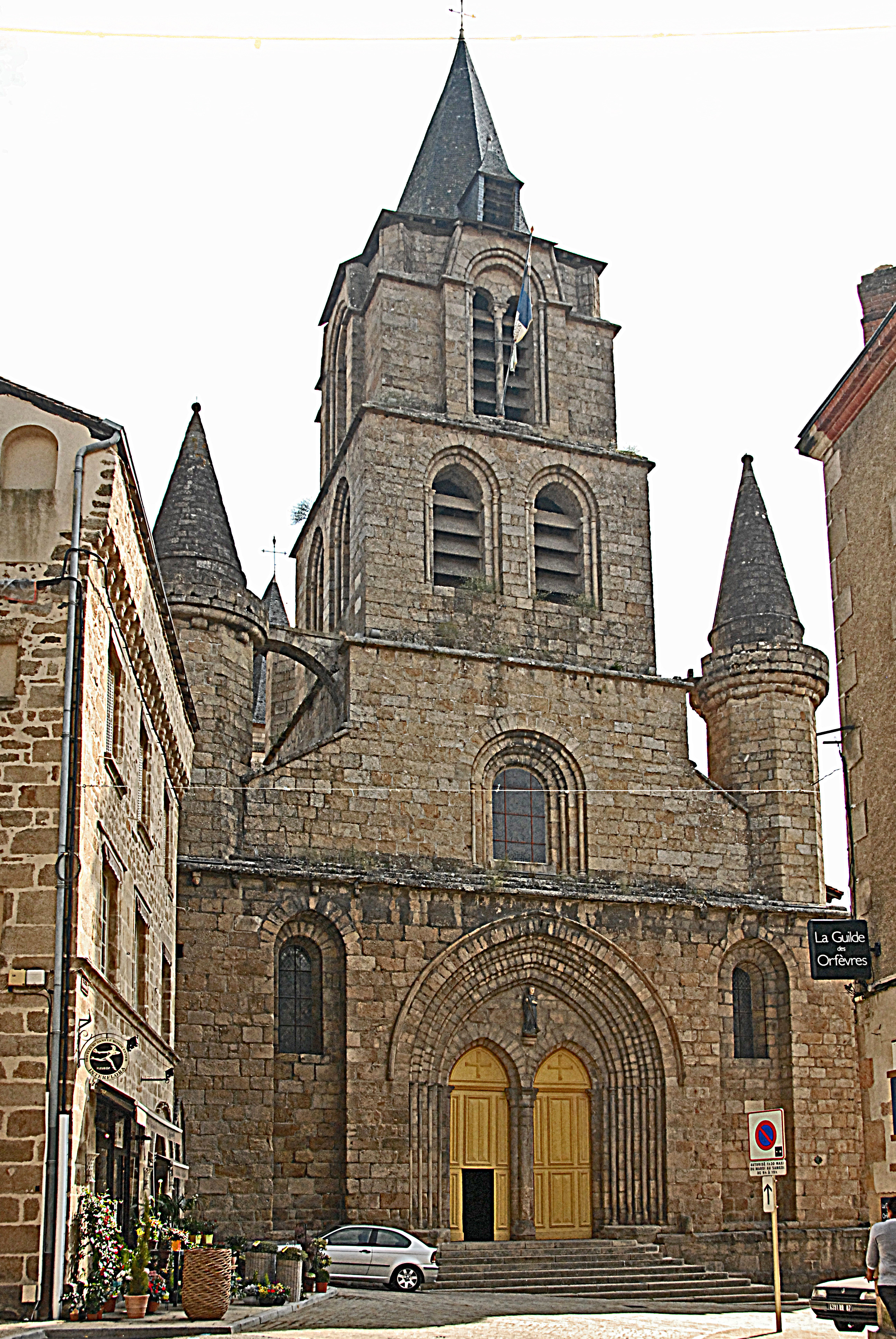
St-Junien, Westwerk und Fassade von Westen
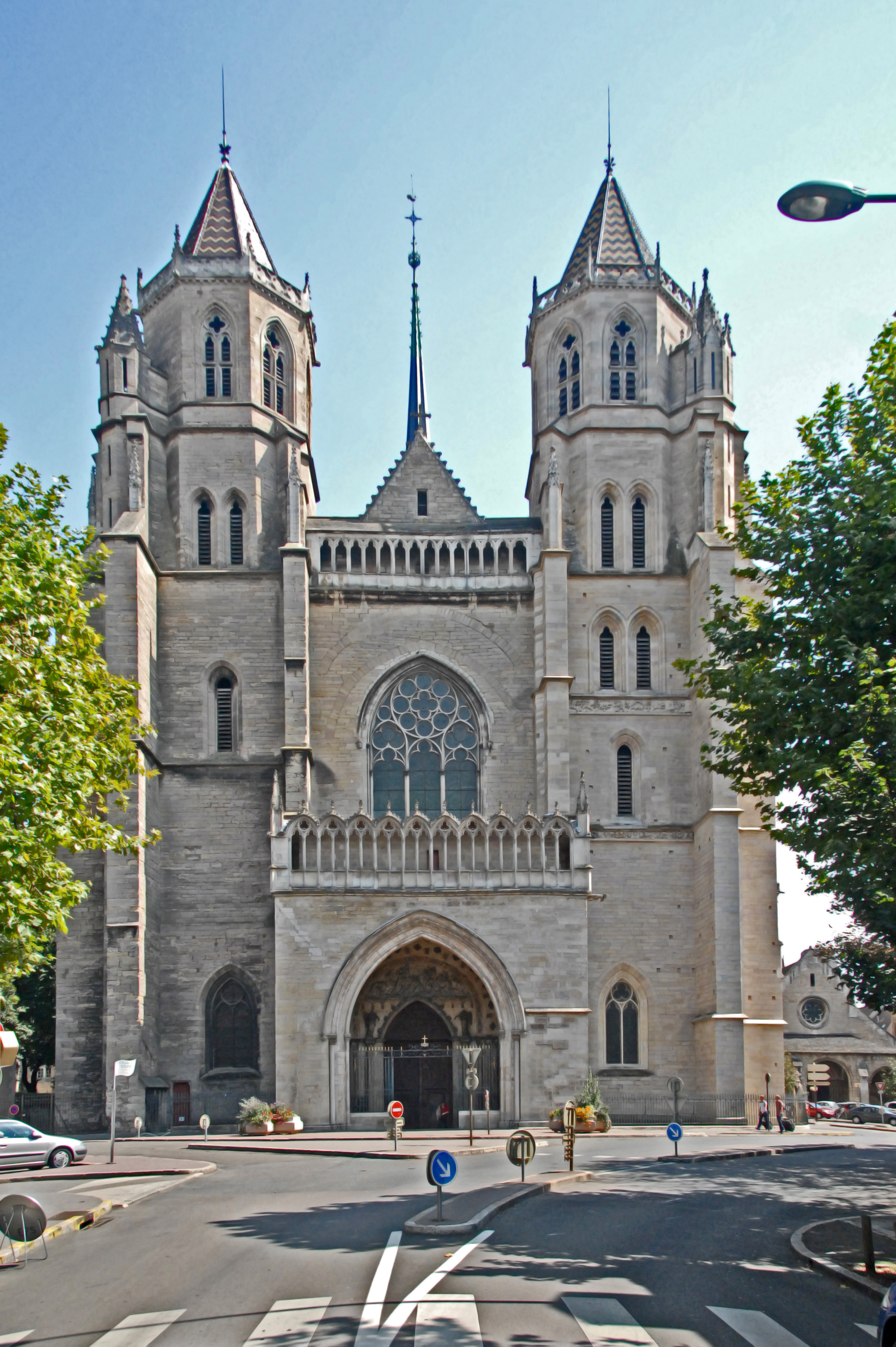
Kathedrale von Dijon, Westwerk von Westen
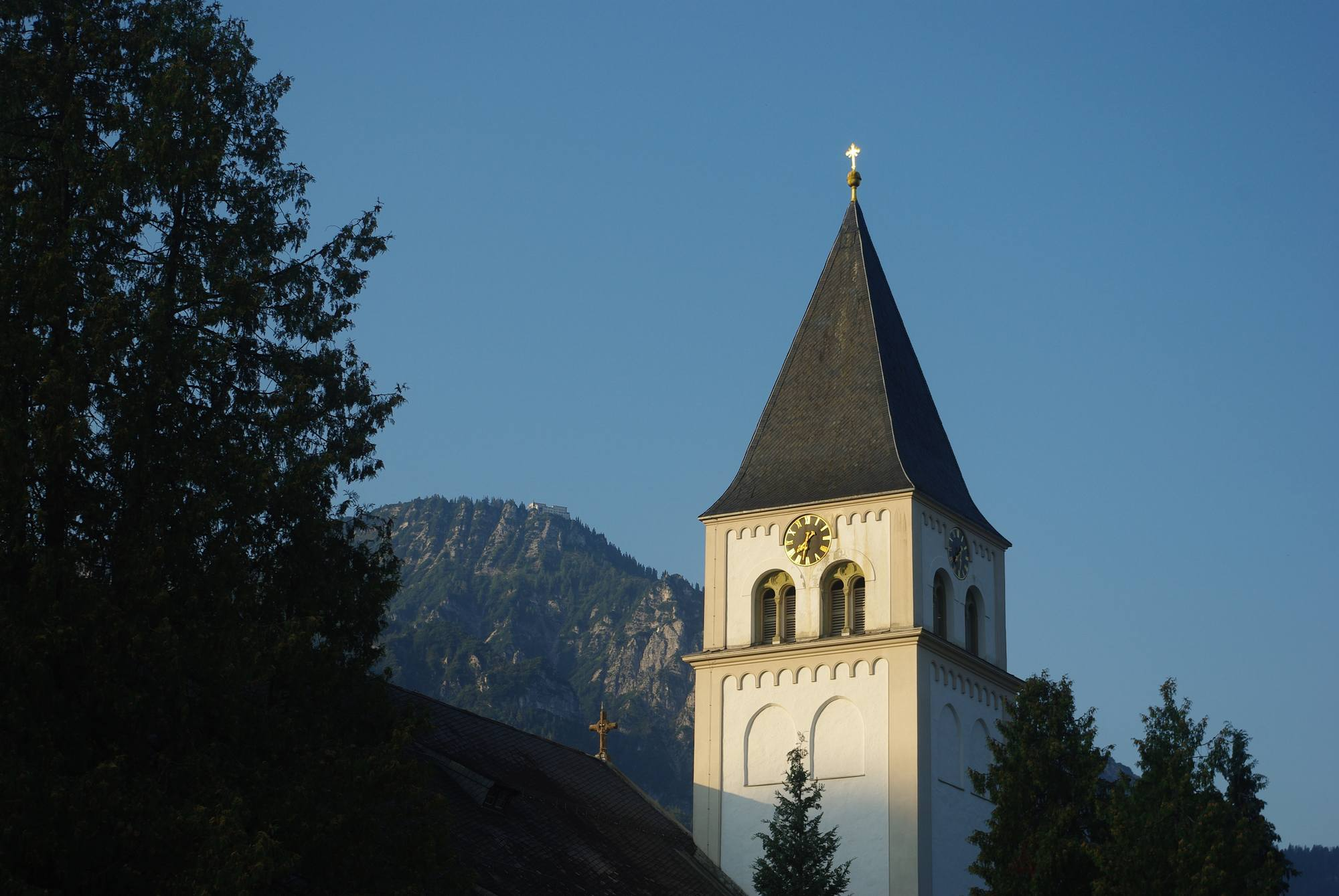
Turm von St. Zeno in Bad Reichenhall, nach einer Turmerhöhung wurden die unteren Klangarkaden verschlossen

## Sonderfälle
Es gibt auch anders gestaltete Schallöffnungen, etwa in Gestalt eines Vierecks oder eines Rundlochs, die dann aber nicht mehr als ‚Arkade‘ bezeichnet werden können.